# Campos de Castilla
Campos de Castilla è una raccolta di poesie di Antonio Machado, la prima edizione fu pubblicata nel 1912 mentre la seconda nel 1917, nelle quali l'autore descrive il paesaggio e la gente di Castiglia per arrivare ad una riflessione sulla Spagna.
In questo paesaggio duro e austero, Machado proietta i suoi sentimenti di ansia e solitudine di fronte al passare del tempo e alla fugacità della vita. A ciò si aggiunge la preoccupazione per la realtà spagnola, presentata attraverso una visione critica. La visione storica e progressista è evidente soprattutto nei poemi che l'autore aggiunge in un secondo momento: la Spagna decadente sarà rinnovata da una Spagna nuova, forte e giovane.